# Michael Theo
Michael Theo, né Michael Theoklitos le 11 février 1981 à Melbourne en Australie, est un footballeur australien, qui évolue au poste de gardien de but au sein du club du Brisbane Roar.

## Biographie
Michael Theo dispute 8 matchs en Ligue des champions de l'AFC avec l'équipe du Brisbane Roar.

## Palmarès

### En club
- Avec le Melbourne Victory
  - Champion d'Australie en 2007 et 2009

- Avec le Brisbane Roar
  - Champion d'Australie en 2011, 2012 et 2014

### Récompenses individuelles
- Meilleur gardien de but de l'A-League en 2007, 2008 et 2011
- Il détient le record du nombre de minutes de jeu sans encaisser de but en A-League, soit 876 minutes sans encaisser le moindre but en championnat[réf. nécessaire].